# Stop (Spice Girls)
Stop è una canzone delle Spice Girls. È il terzo singolo estratto dal secondo album del gruppo, Spiceworld.
Il brano, di genere pop, è stato scritto dalle Spice Girls insieme a Paul Wilson ed Andy Watkins.

## Il singolo
Il singolo della canzone è il settimo della carriera del gruppo ed è uscito il 9 marzo 1998 nel Regno Unito e il 2 giugno 1998 negli USA.
Il brano, pur rimanendo in linea con i precedenti successi del gruppo, non ottiene il primo posto della classifica dei singoli britannica, piazzandosi comunque in un confortante secondo posto. Nel Regno Unito fu premiato con un disco d'oro.

## Tracce e formati
Questi sono i formati e le relative tracklist delle principali pubblicazioni del singolo
- UK CD1/Australian CD1/Brazilian CD/US CD1

1. "Stop" - 3:24
2. "Something Kinda Funny" [Live] - 4:43
3. "Mama" [Live] - 5:18
4. "Love Thing" [Live] - 5:06

- UK CD2/Australian CD2/European CD1/Japanese CD

1. "Stop" - 3:24
2. "Ain't No Stoppin' Us Now" [Live] - 4:55
3. "Stop" [Morales Remix] - 7:23
4. "Stop" [Stretch 'N' Vern's Rock And Roll Mix] - 9:11

- European CD2

1. "Stop" - 3:24
2. "Ain't No Stoppin' Us Now" [Live] - 4:55

- US CD2

1. "Stop" - 3:24
2. "Stop" [Morales Remix] - 7:23
3. "Stop" [Stretch 'N' Vern's Rock And Roll Mix] - 9:11
4. "Stop" [Morales Dub] - 8:11

- UK Promo 12" Vinyl single

1. A1: "Stop" [Morales Remix] - 9:26
2. B1: "Stop" [Stretch 'N' Vern's Rock And Roll Mix] - 10:56
3. C1: "Stop" [Morales Dub] - 8:11
4. D1: "Stop" [Stretch 'N' Vern's Dub] - 11:17

## Il video
Il video della canzone è ambientato in una comunità di una classe lavorativa ed è stato temporalmente individuato tra gli anni cinquanta e gli anni sessanta. Durante il video, le cinque ragazze ballano, saltano e partecipano a competizioni mentre camminano per le strade di quel quartiere. Di particolare rilievo è il fatto che questo è l'ultimo video in cui compare Geri Halliwell, che avrebbe abbandonato il gruppo entro poco tempo (il video del singolo successivo, infatti, vedeva la partecipazione delle ragazze solo in versione cartone animato).

## Classifiche
| Classifica (1997) | Posizione raggiunta |
| ----------------- | ------------------- |
| Regno Unito       | 2                   |
| Irlanda           | 3                   |
| Australia         | 5                   |
| Paesi Bassi       | 6                   |
| Finlandia         | 6                   |
| Belgio (Vallonia) | 8                   |
| Svezia            | 8                   |
| Nuova Zelanda     | 9                   |
| Austria           | 12                  |
| Francia           | 12                  |
| Belgio (Fiandre)  | 14                  |
| Italia            | 15                  |
| Svizzera          | 20                  |

## Stop to the top
In seguito all'annuncio della reunion delle Spice Girls, i fans di tutto il mondo si son organizzati per cercare di portare la canzone alla numero uno della classifica dei singoli inglese, tramite i download legali compiuti, nella settimana tra il 2 luglio e il 7 luglio 2007. Nella classifica dei singoli inglese infatti vengono conteggiati sia le vendite di singoli fisici, nei negozi, sia i download effettuati dai siti legali a pagamento. Nonostante la totale assenza di pubblicità da parte dei mass media e basandosi solo sulla pubblicità effettuata tra i fans club e una pagina di MySpace creata appositamente, la canzone è riuscita a entrare in classifica al settantottesimo posto, irrompendo tra le hits del momento.